# Ferry Building

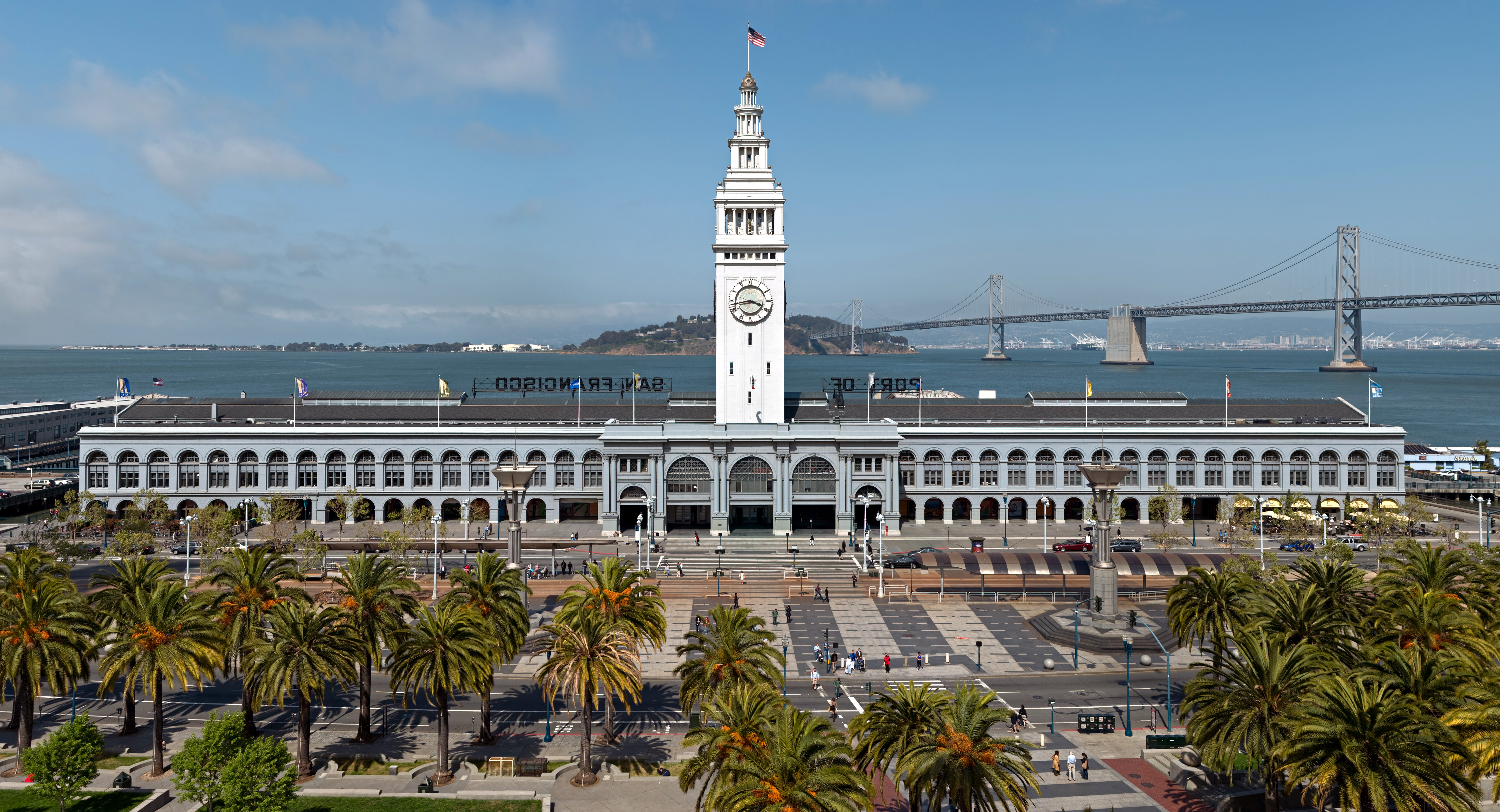
Het Ferry Building met op de achtergrond de Bay Bridge

Het Ferry Building is een terminal voor veerboten en een winkelcentrum aan de oever van de Baai van San Francisco tegenover Market Street in de Amerikaanse stad San Francisco (Californië). De terminal wordt gebruikt door veerdiensten van de San Francisco Bay Ferry, Golden Gate Ferry en Blue & Gold Fleet.

## Geschiedenis
Het huidige gebouw werd ontworpen door de plaatselijke architect A. Page Brown en verving bij zijn opening in 1898 een houten gebouw. Het gebouw bleef zowel bij de aardbeving van 1906 als bij de Loma Prieta-aardbeving van 1989 vrijwel ongedeerd. Tot de voltooiing van de Bay Bridge en de Golden Gate Bridge in de jaren 1930 was het Ferry Building na het Charing Cross Station in Londen, de grootste overstapplaats ter wereld. Veerboten van de Southern Pacific Transportation Company meerden hier aan om forensen uit de East Bay naar San Francisco te brengen. 

## Klok
In de toren van het gebouw is een grote klok, die zichtbaar is vanaf Market Street, een van de grootste wegen van de stad. Overdag speelt de klok van de klokkentoren ieder heel en half uur een deel van de Westminsterslag. Architectonisch is de toren geïnspireerd door de Giralda, de 12e-eeuwse toren van de kathedraal van Sevilla.